# ヒーロー・モトコープ
ヒーロー・モトコープ (Hero MotoCorp) は、インドのニューデリーに本社を置くオートバイメーカー。1984年にインド最大規模の自転車メーカーヒーロー・サイクルと日本の本田技研工業との合弁会社、ヒーロー・ホンダ (Hero Honda) として設立され、インド最大手のオートバイメーカーに成長したが、2010年に合弁を解消し2011年8月に現在の社名に変更した。

## 概要
1980年代、インド政府は外国企業に対する規制を部分的に緩和し、少数ではあるが合弁事業を通じてインド国内市場に参入できた。日系合弁自動二輪車メーカーとしてはTVSスズキ、キネティック・ホンダ（en:Kinetic Honda）、バジャージ・カワサキおよびヒーロー・ホンダが揃い、インド自動二輪車市場は変化した。それまではロイヤルエンフィールド（en:Royal Enfield）、アイデアル・ジャワ（en:Ideal Jawa）、エスコーツ（en:Escorts Group）の3大メーカーの独占的市場であった。しかも商品形態は供給者主導で顧客重視の状況ではなかった。この状況の変化により消費者の影響力が増大し、より多くのモデル、販売価格に比して良好な燃費効率など技術水準や市場形態の変化をもたらした。
21世紀に入り、最大で国内市場の48%を占めるようになり、輸出台数も増加している。2004年6月に本田技研工業は技術提携の延長を発表し、2014年までの10年間にわたり最新技術の支援提携、事業拡大、生産施設の拡充に同意している。
2022年度のインド市場占有率はヒーローが引き続き首位で32.5%（516万台）、第2位はホンダの25.4%（403万台）、第3位はバジャジ・オート（260万台）の16.4%。
累計生産台数は、本田技研工業との提携解消直前の2013年に5,000万台を記録、その後急速に販売台数を伸ばし2021年1月に1億台に達した。。
2020年、ハーレー・ダビッドソンがインド国内における製造と販売から撤退。ヒーローが国内の車両販売やアフターサービス業務などを引き継いだ。

## ホンダとの合弁解消
インド市場が成長するにつれ、インド国内での販売を強化したいホンダと、インド国外への輸出を志向するヒーローグループとの間で意見の相違が見られるようになった。このことからホンダは、1999年にホンダ・モーターサイクル・アンド・スクーター・インディア・プライベート・リミテッド（HMSI）を自ら設立。ヒーロー・ホンダとバッティングしないスクーターをはじめとした車種をインド市場に投入する道筋を立てた。2010年、ホンダはヒーローグループにヒーロー・ホンダの株を売却し、契約期限の2014年に合弁形態を解消すると発表。ただしライセンス供与は今後も続けていくとしている。
ヒーローとホンダは2010年12月に予定を前倒しにしての合弁の解消を発表した。

## 製造車種
- ヒーローホンダ・アチーバー（en:Hero Honda Achiever）
- ヒーローホンダ・アンビション
- ヒーローホンダ・CBZ（en:Hero Honda CBZ）
- ヒーローホンダ・CD
- ヒーローホンダ・グラマー
- ヒーローホンダ・ハンク（en:Hero Honda Hunk）
- ヒーローホンダ・ジョイ
- ヒーローホンダ・カリズマ（en:Hero Honda Karizma R）
- ヒーローホンダ・ストリート
- ヒーロー・エクストリーム（en:Hero Xtreme）
- ヒーロー・パッション（en:Hero Passion）
- ヒーロー・プレジャー（en:Hero Pleasure）
- ヒーロー・スプレンダー（en:Splendor_(motorcycle)）